# Abadia dos Dourados
Abadia dos Dourados is een gemeente in de Braziliaanse deelstaat Minas Gerais. De gemeente telt 6.805 inwoners (schatting 2009).

## Aangrenzende gemeenten
De gemeente grenst aan Coromandel, Douradoquara, Monte Carmelo, Davinópolis (GO) en Ouvidor (GO).